# ブライディ・マーフィー
ブライディ・マーフィー（Bridey Murphy）は架空の女性。

## 概要
1952年、アメリカ合衆国コロラド州プエブロの実業家でアマチュア催眠術師のモーリー・バーンスタイン（Morey Bernstein）が、顧客の1人で同地在住の主婦ヴァージニア・タイ（Virginia Tighe、当時29歳）に対して退行催眠を行った際に登場し彼女の前世であると称した、19世紀のアイルランドの女性とされている。
退行催眠を受け、自分の誕生以前の記憶に戻ったヴァージニアは、アイルランド訛りの英語で自分は“ブライディ・マーフィー”というアイルランドの女性であると名乗った。
さらに数回退行催眠を施した結果、“ブライディ・マーフィー”は自分の生い立ちについて詳細に語り始めた。それによると、“ブライディ・マーフィー”は次のような女性だという。
- 1798年12月20日、コーク生まれ。
- 赤毛である。
- 父・ダンカン・マーフィー（Duncan Murphy）は法廷弁護士、母・キャスリーン・マーフィー（Kathleen Murphy）。プロテスタントであった。
- 20歳の時、弁護士のショーン・ブライアン・ジョセフ・マッカーシー（Sean Brian Joseph McCarthy）と結婚し、ベルファストに移り住む。
- 結婚式はプロテスタント式で行った後、ベルファストでジョン・ジョセフ・ゴーマン神父（John Joseph Gorman）によりカトリックの洗礼を受けた。
- 1864年、66歳で死去。自分の葬儀を見た。

他にも、アイルランドの歌や物語を聞かせた。

## 反響
1956年、バーンスタインはこのいきさつを“The Search for Bridey Murphy”（邦訳：「第二の記憶：前世を語る女ブライディ・マーフィ」、光文社刊）という本にまとめて出版、たちまち大ベストセラーになり、テレサ・ライト主演で映画化もされた。催眠の状況を録音した記録もまた飛ぶように売れ、数十か国語に訳された。それと共に大きな論争を巻き起こし、“ブライディ・マーフィー”は実在したのかどうかの本格的な調査が始まった。
その結果、近所にあったという店や教会、地名など一致する点がいくつかあったものの、“ブライディ・マーフィー”およびその家族とされる人物は誰1人実在しなかった。
ヴァージニアは中西部育ちであるため、中西部訛りの英語しか話せず、アイルランドに行った事もなかった。しかし、彼女が幼少期シカゴに住んでいた頃、近所に“ブライディ・マーフィー・コーケル”（Bridie Murphy Corkell 1892 - 1957）という、似た名前のアイルランド系の女性が住んでいた事が分かった。
したがって、“ブライディ・マーフィー”とはヴァージニアの前世ではなく、彼女の頭の片隅に眠っていた幼い頃の記憶が退行催眠で呼び覚まされた事により創作された、架空の女性であると結論づけられた。
アメリカではこれをきっかけに輪廻転生について興味を持ち、あるいは信じる人が増えるようになった。